# Medford, Minnesota
Medford là một thành phố thuộc quận Steele, tiểu bang Minnesota, Hoa Kỳ. Năm 2010, dân số của thành phố này là 1239 người.

## Dân số
- Dân số năm 2000: 984 người.
- Dân số năm 2010: 1239 người.